# Курењга
Курењга (рус. Куреньга) мања је река која протиче преко територије Оленегорског округа у централном делу Мурманске области, на крајњем северозападу Русије. Свој ток започиње као отока језера Пермус, тече у смеру југа и након свега 5,6 km тока улива се у језеро Имандру. Припада сливу Белог мора.
Површина сливног подручја реке Курењге је 524 km². Протиче преко подручја обраслог густим шумама, у доњем делу тока преко благо замочвареног подручја. На њеним обалама се не налазе насељена места.